# Les Quatre Vagabonds
Pour plus de détails, voir Fiche technique et Distribution.
Les Quatre Vagabonds (version française de Gassenhauer) est un film franco-allemand réalisé par Lupu Pick et sorti en 1931.

## Fiche technique
- Titre : Les Quatre Vagabonds
- Titre original : Gassenhauer
- Réalisation : Lupu Pick
- Scénario : Johannes Brandt et Martin Zickel
- Dialogues : Aimé Simon-Girard
- Photographie : Eugen Schüfftan
- Décors : Robert Neppach
- Son : Carlo Paganini
- Musique : Jean Lenoir et Marc Roland
- Pays d'origine :  France - Allemagne  République de Weimar
- Production : D.L.S. - Deutsches Lichtspiel-Syndikat AG
- Tournage : du 15 décembre 1930 au 15 janvier 1931
- Durée : 84 minutes
- Date de sortie : France - 3 avril 1931

## Distribution
- Aimé Simon-Girard : Pierre
- Alice Tissot : Emma
- Simone Bourday : Marie
- Alain Guivel : Paul, un vagabond
- Maurice de Canonge : Novac
- René Donnio : Max, un vagabond
- Serge Nadaud : Emile, un vagabond
- Victor Vina : Le juge d'instruction
- María Dalbaicín : Nadia
- Maurice Lange : Le commissaire
- Poussard : Gustave, un vagabond
- René Térillac : Thomson